# Video
Video (latinsko za Jaz vidim) je tehnika elektronskega ali digitalnega zajemanja, snemanja, procesiranja, shranjevanja, predvajanja ter rekonstruiranja posnetkov. Tehnika videa je bila najprej uporabljena za televizijo, kasneje pa se je razvila v več različnih formatov, ki omogočajo tudi snemanje domačim uporabnikom. Videoposnetke si lahko danes ogledujemo preko interneta na računalniških zaslonih.
Video je tudi samostojen medij, ki ga od TV ločuje necentralizirano odajanje ter od filma montaža v ploskvi (t. i. mise en pages, prim. Pascal Bonitzer: Slepo polje). Za Viléma Flusserja je video zrcalo s spominom (Kommunikologie weiter denken), za medij je centralnega pomena realnočasovno predvajanje slike na monitorju, ki tako vstopa v dialog z reakcijami gledalcev in akterjev na posnetku (Digitalni videz, Umbruch der menschlichen Beziehungen). 
Prim. Vaupotič, Aleš: "Smisel videa" v Video, et gaudeo (ur. Narvika Bovcon, Aleš Vaupotič). Ljubljana: ZDSLU, 2014. 2–4. <http://black.fri.uni-lj.si/15sec/videoetgaudeo-katalog-reduced.pdf Arhivirano 2019-03-24 na Wayback Machine.>